# Fiktives Buch

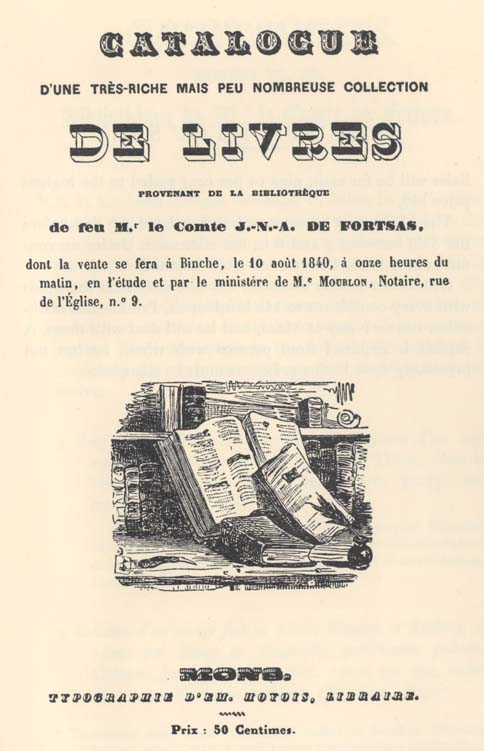
Katalog der Vente Fortsas, einer Versteigerung von 52 jeweils nur in einem einzigen Exemplar gedruckten Büchern, die am 10. August 1840 dann doch nicht stattfand.

Fiktive Bücher sind imaginäre Bücher, das heißt Bücher, die es in Wirklichkeit gar nicht gibt. Sie „existieren“ aber insofern, als in echten Büchern auf sie Bezug genommen wird.
Ein bekanntes Beispiel ist die Erzählung Untersuchung des Werks von Herbert Quain des argentinischen Schriftstellers Jorge Luis Borges, die 1944 in der Anthologie Fiktionen (Ficciones) veröffentlicht wurde. Die Erzählung beschreibt in Form eines kritischen Essays die zwischen 1933 und 1939 entstandenen imaginären Werke des Herbert Quain, eines nicht existierenden Autors. Ähnliches gilt für die Rezensionen Pierre Menard, Autor des Quijote und Der Weg zu Almotasim, die gleichfalls in den Fiktionen erschienen.
In seinem Vorwort zu den Fiktionen erläutert Borges ironisch, warum er sich für so eine Art von Anthologie entschieden hat:

„Ein mühseliger und strapazierender Unsinn ist es, dicke Bücher zu verfassen; auf fünfhundert Seiten einen Gedanken auszuwalzen, dessen vollkommen ausreichende Darlegung wenige Minuten beansprucht. Besser ist es, so zu verfahren, daß man so tut, als gäbe es diese Bücher bereits, und ein Résumé, einen Kommentar vorlegt. […] Aus größerer Gewitztheit, größerer Unbegabtheit, größerer Faulheit habe ich das Schreiben von Anmerkungen zu imaginären Büchern vorgezogen.“

Ein weiteres typisches Beispiel ist Die vollkommene Leere (auch Das absolute Vakuum) des polnischen Autors Stanislaw Lem, in dessen Werk mehrfach fiktive Bücher beschrieben werden. Die Anthologie beinhaltet 16 Rezensionen; 15 davon beziehen sich auf nichtexistierende Bücher. Die erste Rezension bezieht sich auf die Anthologie selbst, ist also die einzige, die sich auf ein reales Buch bezieht. Der Autor der Rezension – es ist natürlich Lem selbst – verweist einleitend auf Folgendes:

„Rezensionen über nicht existierende Bücher zu schreiben, ist nicht Lems Erfindung; nicht nur bei einem zeitgenössischen Schriftsteller – J. L. Borges – findet man derartige Versuche.“

So hat zum Beispiel Jürgen Buchmann im zweiten Teil seines Encheiridion Vandalicum im Jahre 2012 eine imaginäre niedersorbische Gegenwartsliteratur vorgestellt, die in sechs Rezensionen ausführlich zitiert und besprochen wird. Ebenfalls ein fiktives Werk ist das Necronomicon, ein vom US-amerikanischen Autor H. P. Lovecraft in den 1920er-Jahren erfundenes magisches Buch, das ein Teil von Lovecrafts Cthulhu-Mythos ist. Es ist nicht das einzige fiktive Buch, das in Lovecrafts Werk auftaucht, auch "Das Buch von Eibon" oder "Unausprechliche Kulte" des fiktiven Autors Friedrich Wilhelm von Junzt werden immer wieder erwähnt.
Erfundene Bibliotheken oder Pseudobibliografien sind eine weitere Möglichkeit, sich auf fiktive Bücher zu beziehen. Das erste Beispiel findet sich in Rabelais’ Gargantua und Pantagruel, wo der Autor eine komplette Klosterbibliothek erfindet, deren Titel als Satire gegen die herrschende scholastische Theologie gedacht waren. Johann Fischart setzt das fort im 1590 erschienenen Catalogus Catalogorum perpetuo durabilis oder Immerwährender Katalog der Kataloge, in dem 526 Titel verzeichnet sind, mit denen der Autor gegen die in seiner Heimat vorherrschende protestantisch-theologische Literatur polemisiert. Diese Form von Satire war sehr treffsicher, da sie zur Gänze wohl nur von ihrer Zielgruppe verstanden werden konnte.
Mit dem Aufkommen der Bibliophilie erwacht gegen Ende des 19. Jahrhunderts auch das Interesse an diesen Verzeichnissen. In Frankreich hat der Bibliograph Pierre Gustave Brunet sich um die bibliographische Erforschung der bibliothèques imaginaires verdient gemacht. In Deutschland war es vor allem Hugo Hayn, der sich mit der Erforschung dieser Literatur befasst hat. Berühmt ist ein vom (seriösen) Büchersammler Anton Kippenberg für die Leipziger Bibliophilen verfasstes Werk, das unter dem Titel Bibliothek Meyer-Stallupönen erschienen ist, in dem u. a. „die verloren geglaubte Liedersammlung Karls des Großen“ – von der Einhard in der Vita Karoli Magni berichtet – angezeigt wird, „auf etwas bläulichem Papier“.
Für den 10. August 1840 wurde in Binche (Belgien) eine Versteigerung des Nachlasses von „Jean Népomucène Auguste Pichauld, Comte de Fortsas“ angekündigt, und dazu an Buchhändler und Bibliophile in ganz Europa ein aufsehenerregender Katalog verschickt. Die anreisenden Sammler mussten feststellen, dass es weder eine Versteigerung noch einen Nachlass und auch keinen Grafen von Fortsas gab. Der in nur 132 Exemplaren gedruckte Katalog ist eine bibliophile Kostbarkeit.
Einige neuere Bücher setzen das Genre fort, etwa das 2003 erschienene Werk Akute Literatur von Hartwig Rademacher, das aus ca. 1000 erfundenen Titelangaben besteht, ferner Bücher, die die Welt noch braucht. Anzeigen und Rezensionen des Kladderadatsch, hrsg. von Ulrich Goerdten (siehe Literatur!).
Fiktive Bücher, die später tatsächlich verlegt wurden, sind die aus der Harry-Potter-Reihe bekannten Werke Phantastische Tierwesen & wo sie zu finden sind, Die Märchen von Beedle dem Barden und Quidditch im Wandel der Zeiten.

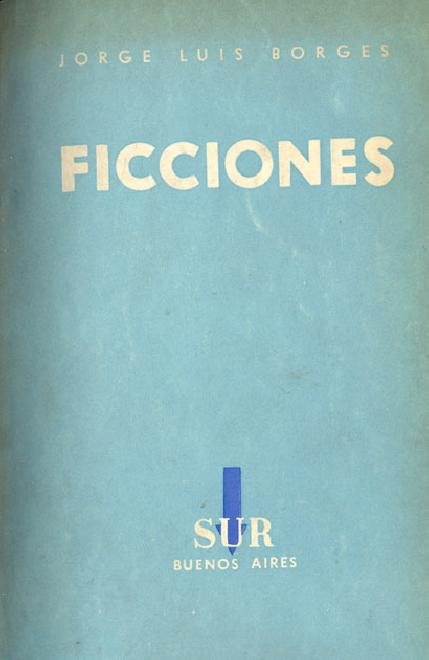
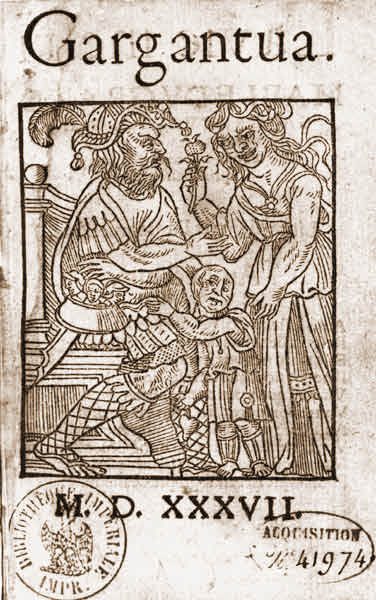